# Nunziatura apostolica in Svizzera
La nunziatura apostolica in Svizzera (precedentemente Nunziatura apostolica nella Confederazione Elvetica) è una rappresentanza diplomatica permanente della Santa Sede in Svizzera. La sede è a Berna. La nunziatura è retta da un diplomatico, detto "nunzio apostolico in Svizzera" che ha il rango di ambasciatore. Dal 1987 il nunzio ricopre lo stesso incarico per il Liechtenstein, e dal 2024 anche per il Principato di Monaco.
Dal 2021 il nunzio apostolico è Martin Krebs, arcivescovo, titolo personale, titolare di Taborenta.

## Lista dei nunzi apostolici
- Achille Grassi (1º maggio 1509 - 14 marzo 1510)

### Nunzi nella Vecchia Confederazione (1543-1798)
- Matteo Schiner (14 marzo 1510 - 10 marzo 1511)
- Ennio Filonardi (1º aprile 1513 - 14 settembre 1516)
- Giacomo Gambara (1516 - 1517)
- Antonio Pucci (1517 - 1521)
- Ennio Filonardi (29 maggio 1521 - 14 febbraio 1525) (per la seconda volta)
- Ennio Filonardi (19 novembre 1531 - 1º ottobre 1533) (per la terza volta)
- Girolamo Franco (1543 - 1553)
- Ottaviano della Rovere (1553 - 1560)
- Gianantonio Volpi (25 maggio 1560 - 1579)
- Giovanni Francesco Bonomi (27 maggio 1579 - settembre 1581)[1]
  - Sede vacante
- Giovanni Battista Santoni (17 agosto 1586 - 15 agosto 1587)
- Ottavio Paravicini (15 agosto 1587 - 20 giugno 1591)
- Goodwin Owen (o Owen Lewis) (20 giugno 1591 - 14 ottobre 1595 deceduto)[2]
- Giovanni della Torre (10 novembre 1595 - giugno 1606)
- Fabrizio Verallo (10 giugno 1606 - 24 giugno 1608)
- Ladislao d'Aquino (24 giugno 1608 - 15 settembre 1613)
- Ludovico Sarego (15 settembre 1613 - 15 aprile 1621 dimesso)
- Alessandro Scappi (15 aprile 1621 - 28 giugno 1628 dimesso)
- Ciriaco Rocci (28 giugno 1628 - 1630 dimesso)
- Ranuccio Scotti Douglas (22 maggio 1630 - 4 maggio 1639 dimesso)
- Girolamo Farnese (4 maggio 1639 - 1643 dimesso)
- Lorenzo Gavotti (28 ottobre 1643 - 7 novembre 1646 dimesso)
- Alfonso Sacrati (7 novembre 1646 - 1647 dimesso)
- Francesco Boccapaduli (12 settembre 1647 - agosto 1652 nominato nunzio apostolico a Venezia)
  - Jost Jodok Knab (settembre 1652 - aprile 1653 dimesso)[3] (internunzio apostolico)
- Carlo Carafa della Spina (18 gennaio 1653 - 31 ottobre 1654 nominato nunzio apostolico a Venezia)
- Federico Borromeo (28 novembre 1654 - 1665 dimesso)
- Federico Baldeschi Colonna (15 luglio 1665 - marzo 1668 dimesso)
- Rodolfo d'Aquaviva (27 marzo 1668 - 1670 dimesso)
- Odoardo Cibo (4 agosto 1670 - 1685 dimesso)
- Giacomo Cantelmi (18 aprile 1685 - 1687 dimesso)
  - Girolamo Zarini (1687 - 1689) (internunzio)
- Bartolomeo Menatti (12 febbraio 1689 - 1692 dimesso)
- Marcello d'Aste (18 gennaio 1692 - 1695 dimesso)
- Michelangelo dei Conti (1º luglio 1695 - 1697 dimesso)
- Giulio Piazza (7 gennaio 1698 - 23 dicembre 1702 nominato nunzio apostolico di Colonia)
- Vincenzo Bichi (5 gennaio 1703 - 14 settembre 1709 nominato nunzio apostolico in Portogallo)
- Giacomo Caracciolo (2 maggio 1710 - 17 ottobre 1716 dimesso)
- Giuseppe Firrao il Vecchio (23 ottobre 1716 - 28 settembre 1720 nominato nunzio apostolico in Portogallo)
- Domenico Silvio Passionei (30 luglio 1721 - 23 dicembre 1730 nominato nunzio apostolico in Austria)
- Giovanni Battista Barni (22 febbraio 1731 - 1º aprile 1739 nominato nunzio apostolico in Spagna)
- Carlo Francesco Durini (12 agosto 1739 - 10 gennaio 1744 nominato nunzio apostolico in Francia)
- Filippo Acciaioli (22 gennaio 1744 - 28 gennaio 1754 nominato nunzio apostolico in Portogallo)
- Girolamo Spinola (22 gennaio 1754 - 8 novembre 1754 nominato nunzio apostolico in Spagna)
- Giovanni Ottavio Bufalini (21 dicembre 1754 - 2 ottobre 1759 nominato prefetto del Palazzo Apostolico)
- Niccolò Oddi (4 dicembre 1759 - 20 febbraio 1764 nominato arcivescovo di Ravenna)
- Luigi Valenti Gonzaga (27 luglio 1764 - 2 settembre 1773 nominato nunzio apostolico in Spagna)
- Giovanni Battista Caprara Montecuccoli (6 settembre 1775 - 1785 dimesso)
- Giuseppe Vinci (26 aprile 1785 - 25 febbraio 1794 nominato maestro di Camera della Corte pontificia)
- Pietro Gravina (16 settembre 1794 - 12 aprile 1798)

### Nunzi nella Repubblica Elvetica (1798-1803)
- Pietro Gravina (12 aprile 1798 - 1º marzo 1803 nominato nunzio apostolico in Spagna)

### Nunzi nella Confederazione Elvetica (1803-oggi)
- Fabrizio Sceberras Testaferrata (20 settembre 1803 - 8 marzo 1816 creato cardinale)
- Carlo Zen (13 marzo 1816 - 27 agosto 1817 nominato nunzio apostolico in Francia)
- Vincenzo Macchi (6 ottobre 1818 - 22 novembre 1819 nominato nunzio apostolico in Francia)
- Ignazio Nasalli-Ratti (21 gennaio 1820 - 25 giugno 1827 creato cardinale)
- Pietro Ostini (30 gennaio 1827 - 17 luglio 1829 nominato nunzio apostolico in Brasile)
- Filippo de Angelis (23 aprile 1830 - 13 novembre 1832 nominato nunzio apostolico in Portogallo)
- Tommaso Pasquale Gizzi (31 maggio 1839 - 23 aprile 1841 nominato nunzio apostolico nel Regno di Sardegna)
- Girolamo d'Andrea (30 luglio 1841 - 30 agosto 1845 nominato segretario della Congregazione del Concilio)
- Alessandro Macioti (21 ottobre 1845 - 6 giugno 1850 nominato coadiutore dell'Elemosiniere apostolico)
  - Angelo Bianchi (15 ottobre 1864 - 14 marzo 1868 nominato internunzio apostolico in Olanda) (incaricato d'affari)
  - Giovanni Battista Agnozzi (23 marzo 1868 - 23 gennaio 1874 dimesso) (incaricato d'affari)
  - Rottura delle relazioni diplomatiche (1874-1920)
- Luigi Maglione (1º settembre 1920 - 24 maggio 1926 nominato nunzio apostolico in Francia)
- Pietro di Maria (4 giugno 1926 - 1º settembre 1935 dimesso)
- Filippo Bernardini (18 ottobre 1935 - 15 gennaio 1953 nominato segretario della Congregazione de Propaganda Fide)
- Gustavo Testa (6 marzo 1953 - 1959 dimesso)
  - Giovanni Ferrofino (1959 - 1960) (internunzio apostolico)
- Alfredo Pacini (4 febbraio 1960 - 1967 dimesso)
- Ambrogio Marchioni (30 giugno 1967 - settembre 1984 dimesso)
- Edoardo Rovida (26 gennaio 1985 - 15 marzo 1993 nominato nunzio apostolico in Portogallo)
- Karl-Joseph Rauber (16 marzo 1993 - 25 aprile 1997 nominato nunzio apostolico in Ungheria)
- Oriano Quilici (8 luglio 1997 - 2 novembre 1998 deceduto)
- Pier Giacomo De Nicolò (21 gennaio 1999 - 8 settembre 2004 ritirato)
- Francesco Canalini (8 settembre 2004 - aprile 2011 ritirato)
- Diego Causero (28 maggio 2011 - 5 settembre 2015 ritirato)
- Thomas Edward Gullickson (5 settembre 2015 - 31 dicembre 2020 ritirato)
- Martin Krebs, dal 3 marzo 2021